# Sihasapa
Sihasapa (tudi Sihásapa) ali Blackfeet Sioux so severnoameriško pleme Indijancev Amerike in pripadajo plemenu Lakota. Ime Sihasapa je lakotska beseda za "Črnonoge", ker so nosili temne mokasine. Blackfeet  Lakota ne smemo zamenjevati s Blackfoot , ki pripadajo algonkinskemu ljudstvu in katerih plemensko ozemlje je bilo severneje. V algonkinskem jeziku se imenujejo Siksika, kar prav tako pomeni Črnonogi in pogosto vodi do zmede.
Lakota so pleme plemenske zveze Sedem ognjev ali Sujev, jezikovne skupine Siouan.  
Plemensko zvezo Sedem Ognjev ali Sujev tvorijo še štiri plemena vzhodnih Dakot Mdewakanton, Sisseton, Wahpekute in Wahpeton ter dve plemeni zahodnih Dakot Yanktonai in Yankton.
Lakote so se delili nadalje na tri regionalne skupine in sedem podplemen:
1. Severne Lakote
- Hunkpapa[2][3]
- Sihasapa (Blackfeet, ne smejo se zamenjevati s sovražnimi algonkinsko govorečimi Blackfoot)[4]

2. Srednje Lakote
- Minneconjou
- Sans Arc (Itazipco)
- Two Kettles (Oohenonpa ) (nekoč del skupine Wanhin Wega Band iz Minneconjou skupine, neodvisna od okoli leta 1840)[6]

3. Južne Lakote
- Oglala
- Brule (Sicangu)[7]

## Skupine ali Thiyóšpaye Sihasapa
Sihasape pogosto imenujejo »severni Lakota« skupaj s Hunkpapa (Húkpapȟa – 'Tabori na robu', 'Konec vhoda', 'Vodja kroga taborov', 'Tabori na koncu rogov')  in so razdeljeni v naslednje skupine (bands):
- Sihasapa-Hkcha ('Pravi Črnonogi' - 'Pravi Sihasapa')
- Kangi-shun Pegnake ('Dlaka iz vraninega perja') Okraski')
- Glaglahecha ('Neurejen' ali 'Površen')
- Wazhazha ('Osage')
- High ('Uporniki' - 'Assiniboine')
- Wamnuga Owin ('Uhani iz školjk Cowrie')

Glej tudi:
- Suji
- Lakota (pleme)
- Dakota
- Yankton
- Yanktonai
- Sisseton
- Wahpekute
- Wahpeton
- Mdewakanton